# Ruedi Lustenberger

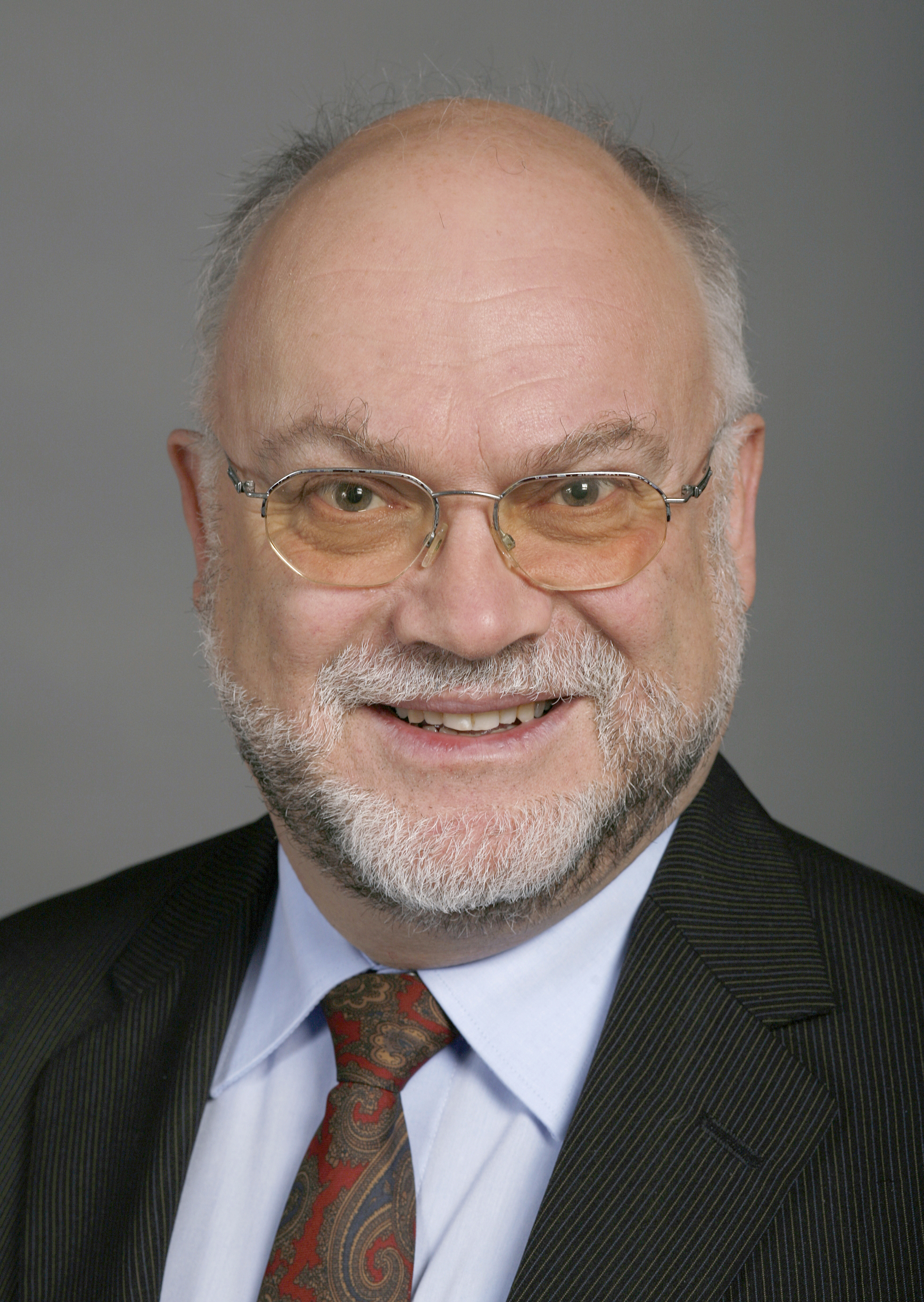
Ruedi Lustenberger

Ruedi Lustenberger (* 2. April 1950 in Romoos; heimatberechtigt ebenda) ist ein Schweizer Politiker (CVP). Im Amtsjahr 2013/2014 war er Nationalratspräsident.

## Politischer Werdegang
Lustenberger machte als Mitglied des Grossen Rats von Luzern, dem er von 1991 bis 1999 angehörte und ihn 1999 präsidierte, erste Erfahrungen in einer Legislativbehörde.
Bei den Wahlen 1999 wurde er in den Nationalrat gewählt. Lustenberger war Mitglied der staatspolitischen Kommission (SPK), der Kommission für Umwelt, Raumplanung und Energie (UREK) und der Geschäftsprüfungskommission (GPK-NR) sowie Mitglied der Verwaltungsdelegation und NEAT-Aufsichtsdelegation. 2011/2012 war er zweiter Vizepräsident, 2012/2013 erster Vizepräsident, gewählt mit 161 von 177 gültigen Stimmen. Am 25. November 2013 wurde Lustenberger mit 175 von 183 gültigen Stimmen zum Nationalratspräsidenten gewählt.
Im Jahr 2014 sah sich Lustenberger aufgrund eines Stichentscheids in seinem Amt als Nationalratspräsident Kritik ausgesetzt. Am 6. März 2014 stimmten 93 Nationalräte für und 93 Nationalräte gegen die Erleichterung von Kriegsmaterialexporten. Lustenberger winkte die Vorlage per Stichentscheid durch. Die Juso kritisiert ihn danach als Folterfreund. Bei den Schweizer Parlamentswahlen 2015 trat er nicht wieder an.
Neben seiner beruflichen Tätigkeit als selbständigerwerbender Schreinermeister und seinen Parlamentsmandaten präsidierte er von 2001 bis 2005 die CVP-Kantonalpartei Luzern. Von 2005 bis 2016 war er Zentralpräsident des Verbandes Schweizerischer Schreinermeister und Möbelfabrikanten (VSSM) und seit 2008 Vorstandsmitglied des Schweizerischen Gewerbeverbandes (SGV). Ebenso ist er Präsident von Swiss Label (Gesellschaft zur Promotion von Schweizer Produkten und Dienstleistungen) und von SAQ (Swiss Association for Quality).
Er war von 2015 bis 2021 Präsident der Schweizerischen Gesellschaft für Parlamentsfragen.
Seit März 2019 ist Lustenberger Gemeindeammann von Romoos. Es ist sein erstes Amt auf Gemeindeebene und das erste Amt in einer Exekutive.

## Privates
Ruedi Lustenberger wohnt in der Gemeinde Romoos, ist verheiratet und hat fünf erwachsene Kinder.